# Aborcja w Chile
W Chile obowiązuje od roku 1989 całkowity zakaz aborcji (art. 342-345 Kodeksu karnego oraz art. 119 Kodeksu służby zdrowia). W latach 1967–1989 była ona legalna, gdy ciąża była zagrożeniem dla życia matki. Znowelizowany Kodeks służby zdrowia wszedł w życie w 1991 roku.
| Opinie Chilijczyków (sondaż dla MORI): | Tak (lipiec 2006) | Nie (lipiec 2006) | Tak (1990) | Nie (1990) |
| -------------------------------------- | ----------------- | ----------------- | ---------- | ---------- |
| Aborcja może być usprawiedliwiona      | 26%               | 74%               | 18%        | 82%        |

21 listopada 2006 Izba Deputowanych odrzuciła projekt liberalizacji przepisów.
Od 1988 roku wielokrotnie próbowano – również bez rezultatu – zwiększyć kary za nielegalną aborcję, zrównując je z tymi za morderstwo i dzieciobójstwo.
Liczba zgonów kobiet wskutek nielegalnych aborcji spada systematycznie od lat 60., kiedy to wobec zastraszających rozmiarów podziemia aborcyjnego (według sondaży z początku lat sześćdziesiątych 25% Chilijek poddało się przynajmniej raz w życiu nielegalnemu przerwaniu ciąży) rząd chilijski zaczął wspierać programy planowania rodziny. W 1996 roku do chilijskich szkół wprowadzono edukację seksualną, pomimo sprzeciwu środowisk konserwatywnych.